# Launch Services Alliance
Launch Services Alliance (LSA) - это «резервное» объединение поставщиков стартовых услуг между Arianespace и Mitsubishi Heavy Industries, созданное в 2003 году. В случае, если один из коммерческих партнёров не сможет выполнить запуск вовремя, другой партнёр может предоставить альтернативную услугу в соответствии с набором договорных условий, согласованных между двумя компаниями. В 2007 году альянс предложил данную услугу для обслуживания запусков Ariane 5 и H-IIA.

## История
Launch Services Alliance был первоначально создан в июле 2003 года по инициативе Arianespace , с участием Mitsubishi Heavy Industries и Boeing Launch Services, причем Boeing в то время предоставлял услуги по запуску Zenit-3SL .
Услуги LSA впервые использовались в октябре 2003 года, когда 4 мая 2004 года Arianespace передала спутник DirecTV-7S, задержанный в производстве, на запуск Zenit-3SL. Первый контракт на услуги LSA был подписан в мае 2004 года. Спутник Optus D1 с Ariane 5 в качестве основной ракеты-носителя и резервной Zenit-3SL. В 2005 году LSA подписала свой 5-й контракт.
В 2007 году Arianespace и Mitsubishi Heavy Industries реформировали альянс, и с тех пор Boeing больше не является его частью. С 2007 финансового года производство и управление H-IIA было перенесено на Mitsubishi Heavy Industries, и партнерство с Arianespace должно было помочь компании выйти на рынок.